# Oscar Tabárez
Óscar Wáshington Tabárez Silva (født 3. marts 1947 i Montevideo, Uruguay) er en tidligere uruguaynsk fodboldspiller og nuværende -træner, der (pr. juni 2018) står i spidsen for Uruguays landshold. Han har bestredet posten siden 2006, og var også landstræner i perioden 1988-1990.
Under Tabárez' ledelse nåede uruguayanerne semifinalerne ved både VM i 2010 i Sydafrika og Confederations Cup 2013 i Brasilien, ligesom han førte holdet til guld ved Copa América 2011.
Som aktiv spillede Tabárez primært for mindre klubber. I løbet af sin trænerkarriere, som startede i 1980 har han udover Uruguays landshold også stået i spidsen for blandt andet Boca Juniors, Peñarol, AC Milan og Vélez Sársfield.